# Vorzugsmilch
Vorzugsmilch ist eine in Deutschland etablierte Verkehrsbezeichnung für unbehandelte Rohmilch. Vorzugsmilch darf nur durch staatlich zugelassene und kontrollierte Vorzugsmilchbetriebe hergestellt werden. Sie wird sofort nach dem Melken gefiltert und auf 4 °C gekühlt. Vorzugsmilch wird nicht homogenisiert, ultrahocherhitzt oder pasteurisiert und unterscheidet sich geschmacklich von behandelter Milch. Während der Lagerung bildet sich an der Oberfläche eine Rahmschicht, die sich vor dem Verbrauch durch Aufschütteln oder Umrühren wieder beseitigen lässt.
Im Gegensatz zur gewöhnlichen Rohmilch, die nur „ab Hof“ abgegeben werden darf, bestehen für Vorzugsmilch hinsichtlich des Abgabeortes nahezu keine Beschränkungen. Vorzugsmilch darf allerdings nur in geeigneter Verpackung in Verkehr gebracht werden. Zudem übersteigen die regulatorischen Auflagen für Gewinnung und Vermarktung jene, die bei der Abgabe von Rohmilch „ab Hof“ zu beachten sind. Auf der Packung müssen das Wort „Rohmilch“, das Verbrauchsdatum sowie der Hinweis „Aufbewahren bei höchstens + 8 °C“ angebracht sein, wobei das Verbrauchsdatum eine Frist von 96 Stunden nach der Gewinnung nicht überschreiten darf. Vorzugsmilch gilt daher als eine „Milch mit zugesicherten Eigenschaften“.

## Gesundheit
Seit Einführung der Pasteurisation von Milch gibt es Menschen, die den Nährwert von (hitze-)behandelter Milch in Zweifel ziehen und zum Verzehr von Rohmilch zurückkehren. Die Hauptargumente der Befürworter von unbehandelter Milch lauten:
- Rohmilch besitze einen höheren Nährwert.
- Rohmilch enthalte wertvolle Enzyme und Antikörper.
- Rohmilch weise eine Laktobazillen-Flora auf.
- Der Verzehr von Rohmilch führe zu einer vermehrten Abwehrbereitschaft gegen Krankheiten.

Pasteurisierung führt jedoch nachweislich nur zu einem sehr geringen Verlust an fettlöslichen Vitaminen (Vitamine A, D und E), während eine negative Auswirkung auf andere Nährstoffe nicht nachgewiesen werden kann. Enzyme und Antikörper werden durch Wärmebehandlung zwar inaktiviert („denaturiert“), jedoch stellt sich bei Rohmilchverzehr der gleiche Effekt durch die Proteinverdauung im Magen ein. Mit Laktobazillen hergestellte Milchprodukte (zum Beispiel Joghurt) finden sich zahlreich im Handel. Eine nach Rohmilchkonsum verbesserte Abwehrbereitschaft gegen Erkrankungen  ist nicht belegt. Der Bundesgesundheitsrat bewertete 1974 in seinem Votum zum Thema „Ernährungsphysiologischer Wert von Rohmilch gegenüber den gesundheitlichen Risiken“, dass „der Verzehr von Rohmilch ernährungsphysiologisch keine Vorteile bietet, daß er aber im Vergleich zum Verzehr von erhitzter Milch ein gesundheitliches Risiko für den Menschen darstellt“. Dieses Risiko könne „nur durch eine erhebliche, kostenaufwendige Untersuchung und Überwachung der Rohmilchlieferbetriebe auf ein vertretbares Minimum beschränkt werden“. Die potenziellen Gefahren bei Rohmilchverzehr gehen von pathogenen Mikroorganismen wie Salmonellen, Campylobacter, Yersinia, Listerien und Escherichia coli aus. Diese können in Rohmilch nicht nur vorkommen, sie sind in Milch und Milchprodukten auch vermehrungsfähig. Es gibt viele Berichte, bei denen Rohmilch als Quelle für Krankheitsausbrüche nachgewiesen wurde. Wie bei sonstigen nicht pasteurisierten Rohmilchprodukten (Rohmilchkäse) wird auch bei Vorzugsmilch Schwangeren, Kleinkindern und Menschen mit geschwächtem Immunsystem vom Konsum abgeraten.

## Anforderungen an die Erzeugerbetriebe
Vorzugsmilch muss unter besonderen hygienischen Bedingungen produziert und vertrieben werden. Als einschlägige Rechtsnorm stellt die Verordnung über Anforderungen an die Hygiene beim Herstellen, Behandeln und Inverkehrbringen von bestimmten Lebensmitteln tierischen Ursprungs (Tierische Lebensmittel-Hygieneverordnung – Tier-LMHV) seit 2007 (wie auch zuvor die Verordnung über Hygiene- und Qualitätsanforderungen an Milch und Erzeugnisse auf Milchbasis) strenge Anforderungen an die Produktionsbetriebe. Die Milch, die Tiere und die Personen, die bei der Produktion mitwirken, werden monatlich kontrolliert. Dies schließt eine Untersuchung der Milch jeder einzelnen Kuh auf bakteriologische sowie zytologische Erreger ein. Hier bestehen erheblich strengere Grenzwerte als bei der Anlieferung von Milch an eine Molkerei. Werden diese bei der monatlichen Überprüfung überschritten, kann das Veterinäramt die Zulassung des Betriebs ruhen lassen oder entziehen. Auch an die Ausstattung des Betriebs mit sanitären Anlagen werden höhere Anforderungen gestellt. Die Abfüllung muss entsprechend den Anforderungen an wärmebehandelte Milch in einem separaten Raum erfolgen. Zur Verpackung sind sowohl Fertigpackungen als auch verschlossene Kannen und ähnliche Behältnisse erlaubt.